# Dylan Sage
Pour les articles homonymes, voir Sage.
Pas d'image ? Cliquez ici

a Compétitions nationales et continentales officielles uniquement.

b Matchs officiels uniquement.
Dernière mise à jour le 16 février 2019.
Dylan Sage, né le 24 janvier 1992 au Cap, est un joueur sud-africain de rugby à sept et rugby à XV.

## Biographie
Il a remporté avec l'équipe d'Afrique du Sud la médaille de bronze du tournoi masculin des Jeux olympiques d'été de 2016 à Rio de Janeiro.